# ブルクエーブラハ
ブルクエーブラハ（ドイツ語: Burgebrach）は、ドイツ連邦共和国バイエルン州オーバーフランケン行政管区のバンベルク郡に属する市場町で、ブルクエーブラハ行政共同体の本部所在地。

## 地理
ブルクエーブラハは、シュタイガーヴァルトの東門にあたる、ミットレーレ・エーブラハ川がラウヘ・エーブラハ川に注ぐ河口に位置する。連邦道B22に面し、そのバンベルクとエーブラハのほぼ中間にあたる。

### 近隣市町村
リスベルク、シュテーガウラハ、フレンスドルフ、ポンマースフェルデン、ミュールハウゼン（エアランゲン＝ヘーヒシュタット郡）、シュリュッセルフェルト、ブルクヴィントハイム、シェーンブルン・イム・シュタイガーヴァルト、ヴァルスドルフ

### 町の構成
市場町ブルクエーブラハは、公式には27の地区 (Ort) からなる。このうち孤立農場などを除く集落を以下に列記する。
| - アムプファーバッハ - ビュッヒェルベルク - ブルクエーブラハ - ディーテンドルフ - ディッパハ - デュルホーフ | - グラスマンスドルフ - ヒルシュブルン - メンヒヘルンスドルフ - メンヒスアムバッハ - オーバーハルンスバッハ - オーバーケスト | - シュタッペンバッハ - テムペルスグロイト - トレッペンドルフ - ウンターハルンスバッハ - ウンターノイゼス - ヴォルフスバッハ |

## 歴史
この街は1023年に初めてUrbs Ebrahaとして記録されている。神聖ローマ皇帝ハインリヒ2世はこの街をヴュルツブルク司教に寄贈したが、1377年にバンベルク司教本部に売却された。ブルクエーブラハは近隣の40以上の村が属す教区の中心となった。市場の開催権は、1472年8月21日に、バンベルク司教ゲオルク・フォン・シャウムブルクにより与えられた。
1499年、司教らの請願により3つの防衛塔が建設され、このために町に税が課された。湿地質の草原と2つのエーブラハ川とが長年にわたって敵の襲来を妨げており、市壁を築く必要はなかった。このため、フス戦争でもドイツ農民戦争でもブルクエーブラハが戦いに巻き込まれることはなかった。1550年にブランデンブルク＝クルムバッハ辺境伯アルブレヒト・アルキビアデスが、1632年2月16日には三十年戦争のスウェーデン軍が、この街に強奪と焼き討ちの被害をもたらした。
1803年の帝国代表者会議主要決議の結果、バンベルク司教本部領はバイエルンに編入されることとなった。

### 人口推移
この地域の人口は、1970年 4,761人、1987年 6,212人、2000年 6,479人であった。

## 行政
2014年以降、Johannes Maciejonczyk（CSU）が町長を務めている。

### 友好都市
- カプスヴェイヤー （ドイツ、ラインラント＝プファルツ州）

## 文化と見所
ミカエル祭(9/29)後の日曜日、9月最後の週末か10月最初の週末に開催される教会祭は、町外にもよく知られている。また、年4回（3月、6月、9月、12月の第2日曜日）には、市場が開かれ、楽しむことができる。見所は、
- オリーヴ山と聖フィトゥス教区教会
- 旧町役場
- ヴィンデック城址
- 旧教区教会
- かつての区裁判所／郡病院／現在の市民会館

### 建造物
- 聖フィトゥス教区教会は、ゴシック様式、バロック様式の建築様式が混在する建物で1154年にはすでに建設されていた。塔の建設は13世紀に始まった。バンベルク司教への寄進者である皇帝ハインリヒとその妻クニグンデのファイト・シュトースによる像が、右の合唱隊席に遺されている。
- 教会広場に面してエルベルクグルッペ（オリーヴ山グループ）の砂岩でできた建造物がある。この建物は梁を巡らした丸天井、日よけのトレーサリを持つ。
- 司教館は、かつて司教領主の狩りの城館で、1909年にネオ・ルネサンス様式に改修された。
- 防御施設では、オベーレ・トア（上の門、1720年建造）が遺されている。この建物は、今日までに官庁の建物が増築され、町役場として使われている。

## 経済と社会資本
ブルクエーブラハは、下位中心都市であり病院（シュタイガーヴァルトクリニーク、クリニーク・アム・アイヒェルベルク）が存在している。ブルクエーブラハでは大変多くの商店が営業している。また、大規模な自動車下請け企業や、オンライン・ショップとして世界的に名高いミュージックショップ Thomannがこの町の経済力を向上させている。

### 交通
ブルクエーブラハを、州道St2262と連邦道B22が通っている。アウトバーンへはシュリュッセルフェルト・インターチェンジかポンマースフェルデン・インターチェンジを利用する。

## 人物

### 出身者
- マーカス・ゴールドマン（マルクス・ゴルトマン、1821 - 1904）：ゴールドマン・サックス銀行の創始者。
- トーマス・シュマウザー（1972 - ）：俳優

## その他
- 現在、聖フィトゥス教区教会が建っている場所に、かつてバルタザール・ノイマンは豪華で壮大な教会建築を計画していた。エーブラハの修道院長が、これに反対して、結局この教会は建設されなかった。
- ブルクエーブラハのトレッペンドルフ地区にはヨーロッパ最大の音楽ホールがある。

## 引用
1. ↑  https://www.statistikdaten.bayern.de/genesis/online?operation=result&code=12411-003r&leerzeilen=false&language=de Genesis-Online-Datenbank des Bayerischen Landesamtes für Statistik Tabelle 12411-003r Fortschreibung des Bevölkerungsstandes: Gemeinden, Stichtag (Einwohnerzahlen auf Grundlage des Zensus 2011)
2. ↑  Bayerische Landesbibliothek Online